# Proales decipiens
Proales decipiens är en hjuldjursart som först beskrevs av Ehrenberg 1832.  Proales decipiens ingår i släktet Proales och familjen Proalidae. Arten är reproducerande i Sverige. Inga underarter finns listade i Catalogue of Life.